# Dasychira buinensis
Dasychira buinensis är en fjärilsart som beskrevs av Collenette 1951. Dasychira buinensis ingår i släktet Dasychira och familjen tofsspinnare. Inga underarter finns listade i Catalogue of Life.